# ソノ・オーサト
ソノ・オーサト（Sono Osato、漢字：大里 ソノ、1919年8月29日 - 2018年12月26日）は日本とヨーロッパの血を引くアメリカ人ダンサーである。バレエダンサーとしてはバレエ・リュス・ド・モンテカルロとアメリカン・バレエ・シアターで活動し、『オン・ザ・タウン』のアイヴィー・スミスを演じるなど、後にブロードウェイにも進出した。映画『キスする強盗』ではフランク・シナトラと共演している。
その優れた容貌と才能によって、政治的・人種的な障害を乗り越え、ニューヨークで女優として成功をおさめた。

## 生い立ち
ソノ・オーサトはネブラスカ州オマハに生まれた。父は秋田出身の日本人ショージ・オーサト、母はアイルランドとフレンチ・カナディアンの血をひくフランシス・フィッツパトリックといい、両親がもうけた3人のうち一番上の子であった。家族はフランシスの実家の近くに住むために1925年にシカゴに移り、父のショージはここでフォトスタジオを開いている。1927年、8歳のソノは母のフランシスや妹と一緒に2年のヨーロッパ旅行をしており、モンテカルロでディアギレフのバレエ・リュスが公演する『クレオパトラ』を鑑賞している。これに刺激を受けたオーサトは、1929年の後半にシカゴに戻り、バレエ教室に通い始めた。ここで彼女はアドルフ・ボルムやベレニス・ホームズといった著名なダンサーのもとで学んだ。

## キャリア
オーサトは14歳のときにワシリー・ド・バジルのバレエ・リュス・ド・モンテカルロのオーディションに合格し、ダンサーとしてのキャリアをスタートした。このバレエ団には花形のダンサーであり振付師のレオニード・マシーンも所属し、当時世界で最も有名かつプロフェッショナルな集団であった。彼女は団員のなかで最も若く、またアメリカ人としても、日系人としても初めてのダンサーだった。バジルからはロシア人風の名前に変えるよう説得されたが、彼女は固辞している。このバレエ団とともに6年をかけてアメリカ、ヨーロッパ、オーストラリア、南アメリカをまわったが、ダンサーとしてのキャリアに停滞感を覚えたオーサトは1941年にこのバレエ団から退団している。その後ニューヨークのスクール・オブ・アメリカン・バレエで6ヵ月学び、アメリカン・バレエ・シアター（当時はバレエ・シアター）にダンサーとして入団した。彼女は、ケネス・マクミランの『眠れる森の美女』、アントニー・チューダーの『火の柱』、ブロニスラヴァ・ニジンスカの『いとしい人』(Bien Aimée)などに出演している。

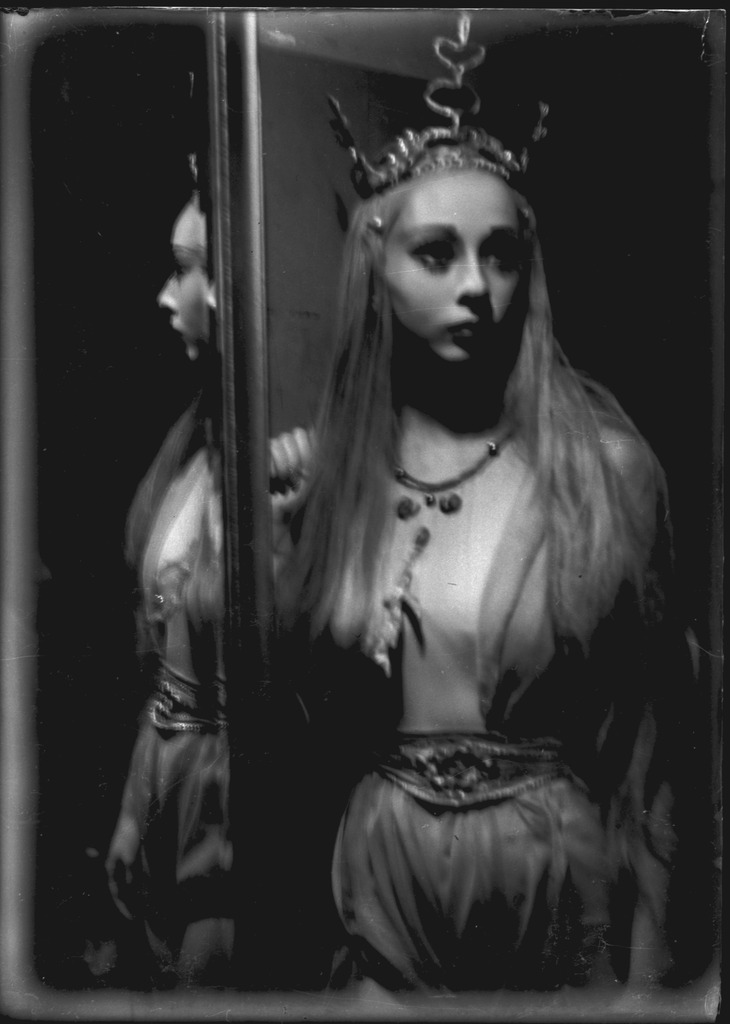
フランチェスカ・ダ・リミニに扮したオーサト（1930年代）

1940年代初頭、ニューヨークでバレエへの関心が高まっていた時期に、ブロードウェイのミュージカルにも進出した。『ワン・タッチ・オブ・ヴィーナス』（彼女はその演技を評価されて1943年にドナルドソン賞を受賞している）や、『オン・ザ・タウン』のアイヴィー・スミス、『バレエ・バラード』のコカイン・リルの役をこなした。
1941年に日本が真珠湾を攻撃したことで、アメリカの対日感情が悪化し、オーサトは自分の名前をよりアメリカ人風にする必要に迫られる。そのため彼女は短期間だけ母の旧姓を使い「ソノ・フィッツパトリック」として活動していた。同じ時期に、アメリカが日系人強制収容政策をとった影響で、ソノの父親は逮捕されてシカゴに投獄されている。1942年にバレエ・シアターはメキシコを訪問しているが、日系アメリカ人であるオーサトは出国が制限されているため帯同できず、数か月のあいだ仕事がない状態になった。この年の後半には、カリフォルニア州をはじめとしたアメリカ西部にも巡業があったのだが、これらの地域は軍事態勢下にあると考えられており、日系人は立ち入り禁止になって出演できなかった。
日系人であるオーサトは特にキャリアの初期ではその「異国風」の美しさをたたえられたが、戦時に彼女が日本人とのハーフであることは商業的には大きなリスクでもあった。ハーバード大学音楽学部教授のキャロル・オージャは、ブロードウェイのプロデューサーがこの時代に平然と彼女をキャスティングしたことを「驚くべきこと」だと言っている。
1940年代後半から1950年代にかけて、あまり期間は長くないがオーサトは舞台以外でのキャリアも探っていた。ブロードウェイで『ペール・ギュント』に出演しながら、映画ではフランク・シナトラと共演で『キスする強盗』に出ており、テレビドラマの『エラリィ・クイーンの冒険』（1950年）などにもゲストで登場している。
1980年にオーサトは『Distant Dances』〔邦題は『踊る大紐育』〕という自伝を出版している。2006年には、ダンサー転職センター(Career Transition For Dancers)に自身の名を冠した奨学金制度を創設して、元ダンサーが専門教育でも一般教養であっても学校を卒業するための金銭的な支援をする仕組みをつくった。2016年にはソドス・ダンス・シカゴが、『ソノの旅路』と題して彼女の生涯を題材にしたダンス公演をおこなっている。

## 私生活
オーサトは1943年にモロッコ系アメリカ人で不動産開発業であったヴィクター・エルマレと結婚し、2人の子供をもうけている。エルマレは2014年11月に95歳で亡くなった。
2018年12月26日、オーサトがマンハッタンの自宅で亡くなっているところを発見された。99歳だった。彼女は同名のインスタレーション・アート作家ソノ・オーサトの叔母にあたる。

## 自伝
- ソノ・オーサト; 薄井憲二（訳） (1995). 踊る大紐育(ニューヨーク)―ある日系人ダンサーの生涯. 晶文社